# 弗吉尼亞州立大學
弗吉尼亞州立大學（英語：Virginia State University），是美國弗吉尼亞州的一所州立大學、贈地大學和傳統黑人大學，位于艾特里克阿波馬托克斯河河畔。2015年《美國新聞與世界報道》將其列在“南部地區大學”中的第92位。

## 历史

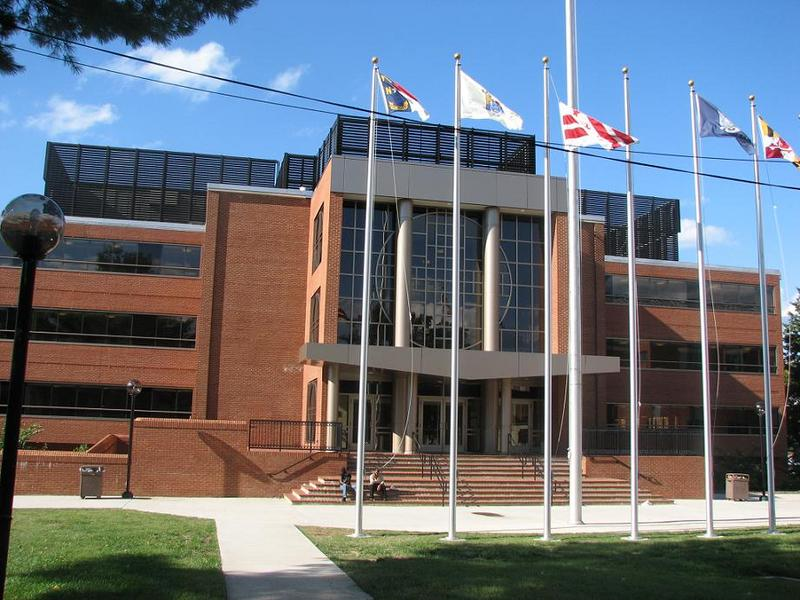
大學圖書館

該大學創立於美國內戰之後不久的1882年，霍華德大學法學院院長約翰·梅塞·朗斯頓（John Mercer Langston）為第一任校長，幾番改名之後在1946年定名為弗吉尼亞州立學院（Virginia State College），1979年升為大學。2003年開始頒發博士學位。

## 外部連結
- 官方网站